# Теорија рецепције
Теорија рецепције (њем. Rezeptionstheorie, Rezeptionsästhetik), књижевнотеоријски и методолошки приступ проучавања примања књижевног дјела од стране читаоца и читалачке публике као друштвеног контекста, с тим што не поставља питање друштвене функције књижевности и што ову не тражи обилазним путем преко смисла који она садржи, преко њеног друштвеног садржаја или њених естетских структура, већ ову функцију непосредно поистовјећује са рецепцијом и дјеловањем књижевног дјела.
Унутар теорије рецепције се могу разликовати двије варијанте: Х. Р. Јаус покушава помоћу овог приступа да заснује нову теорију историје књижевности, док В. Изер прије свега испитује улогу читаоца, која је имплицитно присутна у структури књижевног или литерарног текста, што подразумјева имплицитног читаоца.